# Краснокутский, Александр Григорьевич
Александр Григорьевич Краснокутский (1781—1841) — генерал-майор, участник Отечественной войны 1812 года и заграничных походов 1813-1814 годов, автор путевых очерков.

## Биография
Из дворян. Сын киевского губернского прокурора, брат декабриста С. Г. Краснокутского. Воспитывался в Сухопутном кадетском корпусе, из которого в 1797 году был выпущен корнетом в Черниговский кирасирский полк; в 1799 подпоручик. Участник русско-турецкой войны 1806—1812 годов (поручик Апшеронского пехотного полка, в 1808 году — капитан). В 1808 году Краснокутский был послан фельдмаршалом князем А. А. Прозоровским с депешами в Константинополь и стал там свидетелем бунта янычар и государственного переворота, сопровождавшегося гибелью султана Мустафы и верховного визиря Мустафы-паши (Байрактара), о чём позднее издал записки. Участник Отечественной войны 1812 года и заграничных походов 1813—1814 годов. В сентябре 1813 года — полковник, дежурный штаб-офицер Донского казачьего корпуса графа М. И. Платова. В 1819 году вышел в отставку в чине генерал-майора.
Первые публикации Краснокутского появились в журнале «Русский вестник»: «Поездка русского офицера в Константинополь…» (1810), позднее переработанная и включённая в книгу «Дневные поездки в Константинополь…» (1815), а также очерк «Ландек в Силезии. Описание 1813 года» (1813), посвящённый описанию австрийского курорта Ландек (который Краснокутский посетил летом 1813 года, сопровождая Платова) и приезду туда императора Александра I. В книге «Взгляд русcкого офицера на Париж… в 1814 году» (1819), посвящённой генералу П. П. Коновницыну) Краснокутский высказал воззрения о неприятии воспитания в «иноземном духе», антинаполеоновские выпады, стремясь при этом «доказать соотечественникам», что «русская земля изобилует пред прочими всеми небесными дарами, и особенно торжествует чистосердечным благоговением к Богу, верностью к государю и ненарушимою приверженностью к Отечеству». «Дневные записки поездки в Константинополь… в 1808 году» (1815) — наиболее удачная книга Краснокутского, живая по наблюдениям и стилю, с достоверными описаниями кровопролитного и жестокого турецкого бунта. С большой степенью вероятности можно утверждать, что авторству Краснокутского принадлежит запись «Рассказа казака Александра Земленухина графу Матвею Ивановичу Платову…» — о пребывании донского казака в Лондоне в 1813 году (1905).
Награды:  
Орден Святой Анны 4-й ст.,
Орден Святого Владимира 4-й ст. с бантом,
Орден Святой Анны 2-й ст. с алмазами,
Орден Святого Георгия 4 ст. (11 июля 1813),
Медаль «В память Отечественной войны 1812 года»
Иностранные награды:
турецкий Орден Полумесяца 2-го класса с бриллиантами,
прусский Орден «За достоинство» («Голубой Макс»),
шведский Орден «Золотого военного меча»,
баварский Орден военного «Максимилиана».